# Neopitagorismo

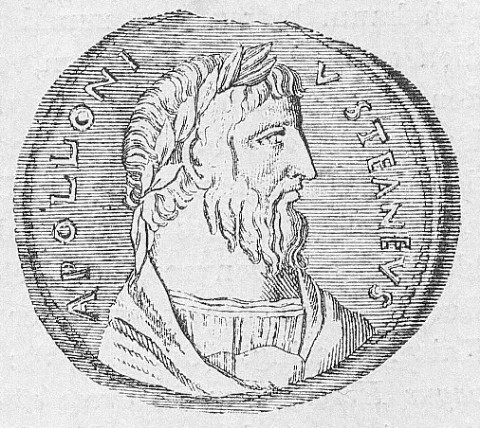
Moeda com a efígie de Apolónio, um neopitagórico

O neopitagorismo é uma corrente filosófica inspirada em Pitágoras, a partir do século I, como elementos do platonismo e também aristotélicos.
É um sistema composto de princípios platônicos, estoicos, aristotélicos, dominados pelo misticismo pitagórico, por uma tendência à matemática, às ciências naturais e pelo simbolismo dos números. Floresceu em Alexandria.